# Savissivik
Savissivik (zastarale: Savigsivik, v inuktunu Havighivik) je osada v kraji Avannaata v severním Grónsku. Nachází se na ostrově Meteoritů na severním pobřeží Melvillova zálivu. V roce 2017 žilo v Savissiviku 59 obyvatel. Spolu se Siorapalukem je Savissivik hlavní osada, kde se používá dialekt inuktun.
Savissivik je čtyřiadvacátá nejsevernější osada světa, devátá nejsevernější osada v Grónsku, čtvrtá nejsevernější trvale obydlená osada v Grónsku a jedenáctá nejsevernější trvale obydlená osada světa.

## Historie
V grónštině název Savissivik znamená "Místo meteorického železa" nebo "nožů". Tento název odráží, že na místě se nacházely meteority, které byly nalezeny v oblasti asi před 10 000 lety. Na meteroritu Ahnighito se odhaduje, že vážil 100 tun před tím, než explodoval. Železo z meteoritu pravděpodobně přilákalo Inuity z arktické Kanady.

## Doprava
Air Greenland provozuje lety na letiště Qaanaaq přes leteckou základnu Thule. Dvakrát týdně jsou lety dotované grónskou vládou. Převody na letiště jsou předmětem omezení přístupu podle Dánského Ministerstva zahraničních věcí.

## Počet obyvatel
Počet obyvatel Savissiviku se snížil o více než 40% oproti roku 1990 a o 10% oproti roku 2000. Od roku 2009 je počet obyvatel stabilní.